# Shani Dhanda
Shani Dhanda   (Birmingham, c. 1987) és una emprenedora social anglesa, especialista en discapacitat i reconeguda com una de les persones amb discapacitat més influents del Regne Unit. Shani va fundar, i continua liderant, la iniciativa de la targeta de diversitat, el festival de la dona asiàtica i la xarxa de discapacitat asiàtica.
Shani ajuda les organitzacions a trencar barreres i integrar la inclusió en els seus marcs empresarials. És membre del comitè executiu de la Cambra de Comerç d'Empreses Asiàtiques.

## Biografia
La Shani va néixer amb un trastorn congènit anomenat osteogènesi imperfecta. Aquesta malaltia, popularment coneguda com a ossos de vidre, es caracteritza per una fragilitat excessiva dels ossos. Va assistir a una escola per a alumnes amb necessitats especials, ja que als 80 no hi havia al Regne Unit cap escola ordinària que ho pogués gestionar. Va estar rebent tractaments i li van fer diverses operacions quirúrgiques durant la seva infantesa.
Es va graduar en Gestió d'Esdeveniments per la Universitat de Wolverhampton l'any 2011. Ha viatjat per tot el món per fer campanya en favor de les persones amb diversitat funcional, obrint el camí a d'altres joves que també lluiten per trobar el seu lloc en el món malgrat la discapacitat. Ha treballat per Google i per Virgin.
El 23 de novembre del 2020 Flynn va figurar a la llista de les 100 dones més influents de l'any que publica la BBC anualment.